# Ginkgo apodes
Ginkgo apodes — вимерлий вид рослин ряду Ginkgoales. Він відомий зі скам'янілостей, знайдених у формації Ісянь, що належить до титонського періоду, з пізньої юрського періоду, розташованого поблизу гори Іньвошань, регіон Ісянь, провінція Ляонін, Китай. Листки G. apodes подібні до тих, які відомі у решти представників роду Ginkgo, з віялоподібною формою листя, що характеризується пальчастими частками.

## Опис
Плоди G. apodes можуть мати всередині 1–3 насіння. G. apodes допоміг у розумінні еволюції гінкго, оскільки він заповнив проміжок між юрським періодом і палеоценом і морфологічно знаходиться між Ginkgo yimaensis і Ginkgo biloba.

## Назва
Назва «гінкго» походить від його японської назви Gin an and Itsjò (незграбне написання «–kgo» в «Ginkgo», здається, є помилкою, допущеною Кемпфером у своїх нотатках, точнішою латинізацією було б «Ginkjo» або «Ginkio»), що означає «срібний абрикос». Назва «apodes» походить від грецького α- і -ποδ, що означає «без ніжки», стосовно до дуже коротких плодоніжок. 